# Jean-Martial Lefranc
Pour les articles homonymes, voir Lefranc.
 (juillet 2020).
Si vous disposez d'ouvrages ou d'articles de référence ou si vous connaissez des sites web de qualité traitant du thème abordé ici, merci de compléter l'article en donnant les références utiles à sa vérifiabilité et en les liant à la section « Notes et références ».
Jean-Martial Lefranc, né le 24 août 1961 à Lille est un producteur et concepteur de jeux vidéo et un réalisateur et producteur de films.

## Biographie
En 1992, il crée Cryo Interactive Entertainment avec Rémi Herbulot et Philippe Ulrich. Cryo Interactive Entertainment réussit son introduction à la bourse de Paris en 1998. Par la suite, Cryonetworks, sa filiale de jeu online, est cotée, toujours à la bourse de Paris, en 2000. Après la cession de Cryo, Jean-Martial Lefranc se consacre à la réalisation de longs métrages et de documentaires. 
En 2007, il devient l'éditeur du mensuel de cinéma L'écran fantastique à travers sa holding Financière de loisirs. 
En 2009, il est nommé gérant de Fleurus Presse à la suite de son rachat au groupe le Monde en partenariat avec Open Gate Capital. Financière de loisirs cède Fleurus Presse à UHM en mai 2015. 
Dans le domaine de la technologie, Jean-Martial Lefranc est lauréat du Concours Mondial de l'Innovation en 2014. Il est le directeur de la publication de huit magazines dans le domaine du cinéma, de l'art contemporain et du jeu vidéo. 
En 2018, il est élu président du SAEP, le syndicat des éditeurs de presse indépendants. Il est cofondateur de la monnaie alternative, le Kryptofranc(KYF).
En octobre 2019, il devient PDG de la société de production de séries d'animation Why Not Animation & Interaction.[réf. souhaitée]

## Ludographie
Sauf indication contraire, Jean-Martial Lefranc a produit les jeux vidéo suivants.
- 1992 : KGB
- 1994 : Commander Blood
- 1995 : Aliens: A Comic Book Adventure
- 1996 : Dragon Lore II: Le Cœur de l'Homme Dragon
- 1996 : Big Bug Bang : Le Retour de Commander Blood
- 1997 : Pax Corpus
- 1997 : Égypte : 1156 av. J.-C. - L'Énigme de la tombe royale
- 1997 : Atlantis : Secrets d'un monde oublié
- 1997 : Dreams to Reality
- 1998 : Zero Zone
- 1998 : UBIK
- 1998 : Scotland Yard
- 1998 : Riverworld
- 1998 : Chine : Intrigue dans la Cité interdite
- 1999 : Saga: Rage of the Vikings
- 1999 : Faust
- 1999 : Aztec : Malédiction au cœur de la cité d'or
- 1999 : Chroniques de la Lune noire
- 1999 : Atlantis II (conception)
- 2000 : Odyssée : Sur les traces d'Ulysse
- 2000 : La Machine à voyager dans le temps
- 2000 : Hellboy: Dogs of the Night
- 2000 : Gift
- 2000 : Égypte II : La Prophétie d'Héliopolis
- 2000 : The Devil Inside
- 2000 : Les Chevaliers d'Arthur : Chapitre 1, Origines d'Excalibur
- 2001 : Les Chevaliers d'Arthur : Chapitre 2, le secret de Merlin
- 2001 : Woody Woodpecker
- 2001 : L'Ombre de Zorro
- 2001 : MegaRace 3
- 2001 : Égypte Kids
- 2001 : Versailles II : Le Testament
- 2001 : Persian Wars
- 2002 : Pink Panther : À la poursuite de la Panthère rose
- 2002 : Le Secret du Nautilus
- 2002 : Jérusalem : Les Trois Chemins de la ville sainte
- 2006: Mozart, le dernier secret.
- 2022(A paraître): Retour vers les montagnes hallucinées.
- 2022(A paraître): Profiler files-New Orleans.

## Filmographie
Sauf indication contraire, Jean-Martial Lefranc a produit les films suivants.
- 1993 : Les Dimanches de permission
- 1993 : Le Fils du requin
- 1995 : Tom est tout seul
- 1997 : Les Mille Merveilles de l'univers
- 1999 : Wing Commander
- 2006 : L'Équilibre de la terreur (production et réalisation)
- 2008: Une vie éternelle (réalisation)
- 2010: Cyberguerilla (réalisation)
- 2013: Drones tueurs et guerres secrètes (réalisation)
- 2016: Cyberguerilla 2.0 (réalisation)
- 2016: Blockbusters 80 (réalisation)
- 2019: Retrogaming Made in France (réalisation)
- 2020: Open Bar d'après Fabcaro (production)